# ام ای. شارپ
ام ای. شارپ (به انگلیسی: M. E. Sharpe) یک انتشارات دانشگاهی است که در سال ۱۹۵۸ میلادی تأسیس شده‌است. دفتر مرکزی این انتشارات در نیویورک است. کتاب‌های آن در زمینهٔ علوم اجتماعی و علوم انسانی است.